# Out of the Ashes
"Out of the Ashes" é o quinto episódio da décima primeira temporada da série de televisão de terror pós-apocalíptico The Walking Dead. O episódio foi escrito por LaToya Morgan e dirigido por Greg Nicotero.
No episódio, Aaron (Ross Marquand), Carol (Melissa McBride), Lydia (Cassady McClincy) e Jerry (Cooper Andrews) interrogam um Sussurrador deixado para trás na destruição de Hilltop; Maggie (Lauren Cohan) e Negan (Jeffrey Dean Morgan) esperam no posto avançado do satélite para que os outros se reagrupem; Eugene (Josh McDermitt), Ezekiel (Khary Payton), Princesa (Paola Lázaro) e Yumiko (Eleanor Matsuura) são aceitos em Commonwealth, quando Yumiko se reúne com seu irmão.
O episódio recebeu críticas positivas da crítica.

## Enredo
Aaron (Ross Marquand), Carol (Melissa McBride), Lydia (Cassady McClincy) e Jerry (Cooper Andrews) chegam em Hilltop e encontram a colônia destruída pelos Sussurradores. O grupo vasculha os escombros quando Lydia percebe caminhantes circulando da forma como os Sussurradores costumavam conduzi-los. Eles investigam, encontrando um Sussurrador ainda vivo, que insiste que ele é o único que restou. Aaron não acredita nele e acha que ele deveria ser morto, enquanto Lydia afirma que ele pode estar falando a verdade. Eles levam o Sussurrador para as masmorras de Hilltop, onde encontram várias outras pessoas escondidas. Em uma tentativa de proteger seus aliados, o primeiro Sussurrador ataca Aaron com uma faca, permitindo que os outros Sussurradores escapem. Aaron e Jerry interrogam violentamente o Sussurrador e o ameaçam com um zumbi, com Lydia se recusando a assistir. Aaron permite que o Sussurrador seja mordido pelo caminhante, até que Carol mata o caminhante e implora a Aaron para não viajar pelo caminho vingativo que ela seguiu durante a Guerra contra os Sussurradores, quando Henry foi morto. Aaron poupa o Sussurrador, que amputa seu braço e revela aos quatro que Connie ainda está viva.
No posto avançado do satélite, Maggie (Lauren Cohan) e Negan (Jeffrey Dean Morgan) chegam e descobrem que ninguém mais se reagrupou lá. Maggie promete que o resto deles virá a tempo, mas Negan fica cético, dizendo que se os outros não chegarem ao pôr do sol, eles não virão. Mais tarde, enquanto Negan se prepara para desistir e ir para casa, Maggie o interrompe agressivamente, antes que Gabriel (Seth Gilliam) chegue com Elijah (Okea Eme-Akwari). Eles decidem esperar que Daryl (Norman Reedus) e Frost (Glenn Stanton) se reagrupem com eles.
Em Alexandria, parte do muro cai e os caminhantes entram na comunidade, mas são rapidamente executados. Judith (Cailey Fleming) está ensinando as crianças da comunidade a se protegerem com armas quando avista alguns adolescentes locais provocando os caminhantes pelo buraco na parede. Judith corre para detê-los, mas eles se recusam a ouvi-la. Mais tarde, em uma casa, Judith encontra as marcas de mãos que Carl fez com ela no convés quebradas e imediatamente suspeita dos adolescentes, embora eles neguem. Judith confidencia a Rosita (Christian Serratos) que sente que todos a estão abandonando, mas Rosita diz a ela para não se preocupar, oferecendo-se para ajudá-la a juntar os pedaços quebrados do deck.
Em Commonwealth, Eugene (Josh McDermitt), Ezekiel (Khary Payton), Princesa (Paola Lázaro) e Yumiko (Eleanor Matsuura) assistem a um vídeo introdutório em VHS e recebem informações sobre suas atribuições de trabalho e moradia. Eugene teme que Commonwealth pretenda que eles vivam lá permanentemente, enquanto eles gostariam de voltar para seu próprio grupo em Alexandria. Yumiko se reúne com seu irmão em uma padaria local. Eugene se familiariza com Commonwealth enquanto caminha com a mulher apresentada a ele como Stephanie. Eugene diz a ela que gostaria de enviar um rádio para seu grupo em casa, mas Stephanie revela que os rádios são rotulados como propriedade do governo e que obter autorização para usá-los é um processo que pode levar até cinco semanas. Princesa distrai Mercer enquanto Eugene e Stephanie contatam Rosita e Judith em Alexandria, embora a conexão falhe quando Eugene e Stephanie são presos. Eugene, Princesa e Ezekiel são ameaçados de deportação em Commonwealth, mas são salvos por Stephanie quando ela pede um favor.

## Recepção

### Crítica
Out of the Ashes recebeu críticas positivas. No Rotten Tomatoes, o episódio teve uma taxa de aprovação de 75%, com uma pontuação média de 7.50 de 10, com base em 12 avaliações. O consenso crítico do site diz: "Commonwealth é explorado e prova ser bom demais para ser verdade, enquanto 'Out of the Ashes' é um jogo de mesa incrivelmente bom, adequado a uma temporada que tem sido mais sólida do que corajosa até agora."
Paul Dailly da TV Fanatic deu ao episódio 4.75 de 5 estrelas, escrevendo que, "Out of the Ashes, era meu episódio favorito há algum tempo. A série está crescendo em direção a algo enorme, e eu mal posso esperar para ver como tudo vai se desenrolar."
Erik Kain da Forbes criticou o episódio escrevendo: "A coisa toda é um pouco enfadonha quando você chega no fundo. Um pouco enfadonho, um pouco irregular e chocantemente lento para a temporada final de The Walking Dead."
Alex McLevy de The A.V. Club deu ao episódio um B-, criticou o episódio escrevendo: "As coisas simplesmente... aconteceram, como um episódio de uma novela no meio da semana. É tudo significativo para a trama (bem, a maior parte foi), mas não é um episódio forte por si só."

### Audiência
O episódio teve um total de 1.91 milhões de espectadores em sua exibição original na AMC na faixa de 18-49 anos de idade. Apresenta aumento de 0.03 pontos de audiência em relação ao episódio anterior.